# Whoops Now
"Whoops Now" é uma canção da cantora americana Janet Jackson, gravada para seu quinto álbum de estúdio Janet (1993). Foi lançada como oitavo single do álbum em 31 de janeiro de 1995, através da Virgin Records, como um lado A duplo com "What'll I Do".

## Desempenho nas tabelas musicais
| Tabela musical (1995)                  | Melhor posição |
| -------------------------------------- | -------------- |
| Alemanha (Offizielle Deutsche Charts)  | 11             |
| Austrália (ARIA)                       | 49             |
| Áustria (Ö3 Austria Top 75)            | 7              |
| Bélgica (Ultratop 50 de Flandres)      | 35             |
| Bélgica (Ultratop 50 da Valônia)       | 7              |
| Escócia (Scottish Singles Chart)       | 10             |
| Europa (European Hot 100)              | 12             |
| França (SNEP)                          | 5              |
| Islândia (Íslenski Listinn Topp 40)    | 33             |
| Nova Zelândia (Recorded Music NZ)      | 1              |
| Países Baixos (Single Top 100)         | 38             |
| Países Baixos (Dutch Top 40 Tipparade) | 4              |
| Polônia (Music & Media)                | 7              |
| Reino Unido (UK Singles Chart)         | 9              |
| Reino Unido (OCC UK R&B)               | 2              |
| Suíça (Schweizer Hitparade)            | 15             |

| Tabela musical (1995)             | Posição |
| --------------------------------- | ------- |
| Alemanha (Official German Charts) | 65      |
| Bélgica (Ultratop 50 Wallonia)    | 32      |
| Europa (European Hot 100)         | 58      |
| França (SNEP)                     | 40      |
| Nova Zelândia (Recorded Music NZ) | 27      |
| Reino Unido (OCC UK Singles)      | 95      |
| Suíça (Schweizer Hitparade)       | 45      |

## Certificações
| Região                                  | Certificação | Vendas   |
| --------------------------------------- | ------------ | -------- |
| França (SNEP)                           | Ouro         | 250 000* |
| *vendas baseadas apenas na certificação |              |          |